# تمندان
تمندان مرکز دهستان تفتان جنوبی و روستایی در بخش مرکزی شهرستان تفتان استان سیستان و بلوچستان ایران است. این روستا در دامنه کوه تفتان است که دارای آب وهوای خنک و مناظر طبیعی بکر می‌باشد.
اهالی این روستا از طایفه تمندانی هستند که علاوه بر زبان بلوچی به گویش  پارسیوانی
نیز صحبت می کنند که در آن واژه‌های پهلوی و اوستایی وجود دارد.
از مناطق دیدنی آن می‌توان به تودزیل، دامنه جبهه جنوبی قلهٔ آتشفشانی تفتان، اردوگاه دره‌گل، پناهگاه کوهستانی، و انواع باغات میوه اشاره کرد.

## فرهنگ و پیشینه
به گفته کارینا جهانی زبان‌شناس و ایران‌شناس سوئدی، استاد دانشگاه اوپسالا و رئیس بخش زبان‌های ایرانی، طوایف بلوچ ساکن در کوه تفتان در گذشته پیرو آیین زرتشت بوده و به همین علت گویش پارسیوانی که یکی از گویش های زرتشتی و اوستایی است را حفظ کرده و علاوه بر زبان بلوچی به آن تکلم می کنند.

ایرج افشار در کتاب بلوچستان و تمدن ديرينه آن با اشاره به تعدادی از طوایف بلوچ که هنوز سنت های پیش از اسلام را حفظ کرده و به آن پایبند هستند، از جمله سوگند نال (نوعی سوگند برای اثبات بی گناهی با عبور از آتش) بازمانده از دوران باستان و سیاوش که در میان بلوچ های اطراف تفتان رایج است و علاوه بر به زبان بلوچی به گویش پارسیوانی نیز صحبت می کنند.

## جمعیت
بر پایه سرشماری عمومی نفوس و مسکن در سال ۱۳۹۵ جمعیت این مکان ۲۷۲ نفر (۸۴خانوار) بوده‌است.